# Encefalopatia miàlgica/síndrome de fatiga crònica
La síndrome de fatiga crònica (SFC) també anomenada en el passat encefalomielitis miàlgica, i per al qual ara es recomana el nom combinat d'encefalopatia miàlgica/síndrome de fatiga crònica (EM/SFC) és una malaltia que provoca un cansament i dolor extrems amb l'esforç físic. La seva característica principal és sentir una gran fatiga i símptomes relacionats amb aquesta. En l'actualitat no existeix un tractament mèdic eficaç. No necessàriament ha d'aparèixer relacionada amb la fibromiàlgia (FM), si bé és freqüent que les persones afectades per una d'aquestes síndromes acabi desenvolupant l'altra, juntament a d'altres comorbiditats.
La fatiga, com a símptoma de la FM, no és la mateixa fatiga que la produïda per la SFC.

## Diagnòstic
Els estàndards per al diagnòstic de la síndrome de fatiga crònica han estat definits pels Centres per al Control i Prevenció de Malalties (CDC) i en els anomenats "documents de consens del Canadà de l'any 2006", on es defineix un protocol en les pautes per a la detecció, diagnòstic i seguiment del SFC. Aquesta síndrome va ser identificada en els països anglosaxons a mitjans dels anys 80. L'Organització Mundial de la Salut la considera com una malaltia neurològica greu i apareix en la llista americana de malalties noves, recurrents i resistents als medicaments.
Aquests estàndards inclouen: 
- Astènia (cansament) intensa i fatigabilitat fàcil, que no minva amb el descans nocturn, fins i tot sense haver realitzat esforç físic
- Inici generalment sobtat, de vegades després d'un quadre similar a una grip. També pot aparèixer després d'una mononucleosi infecciosa o altres malalties víriques
- També cursa amb desorientació, pèrdues de memòria a curt termini, confusió i irritabilitat (afectació neurocognitiva)
- Trastorns del son: son no reparadora i hipersòmnia.
- Dolor muscular.
- Faringitis miàlgica (mal de coll).
- Dolor a la palpació de ganglis limfàtics de coll o aixelles.
- Febre lleu (38,3° o menys).
- Maldecaps.
- Fotofòbia (hipersensibilitat a la llum).
- Durada d'almenys sis mesos, podent persistir anys.

## Simptomatologia
La simptomatologia és variable quant al seu grau de severitat i presentació temporal. Hi ha casos que els símptomes desapareixen durant algun temps. Se sap que la síndrome de fatiga crònica no és infecciós, i les proves de laboratori són d'escassa utilitat, encara que s'han detectat components tòxics en alguns malalts. La prevalença i la intolerància a gran varietat de substàncies químiques de molts malalts es denomina "sensibilitat química múltiple (SQM)".
Sol estar molt lligada a altra malaltia reumàtica denominada fibromiàlgia i/o al Síndrome Química Múltiple.

## Prevalença
Actualment més del 5% de la població mundial pateix aquesta malaltia, sent la proporció d'1 a 10 del SFC sobre la fibromiàlgia.
El 20 de juny de 2006, en Gran Bretanya, es va declarar un decés a causa per aquesta malaltia. La víctima va ser una dona de 32 anys, Sophia Mirza, que durant 6 anys va patir la malaltia i va lluitar perquè la reconeguessin com una malaltia física i no mental. Es va declarar com a causa de mort una fallada renal causat per deshidratació; encara que també es va observar inflamació en la medul·la espinal i canvis en el seu gangli dorsal.
També va morir de fatiga crònica el renomenat compositor noruec Edvard Grieg, qui va morir als 64 anys, el 4 de setembre de 1907.